# Gandjam-Danay
Gandjam-Danay (ou Gadjam-Danay, Gandjam Danai, Gamdjam-Danay) est une localité du Cameroun située dans la commune de Guémé, le département du Mayo-Danay et la Région de l'Extrême-Nord, à proximité de la frontière avec le Tchad.

## Population
En 1967 la localité comptait 924 habitants, principalement des Massa et des Peuls.
Lors du recensement de 2005, on y a dénombré 849 personnes.